# عروس تزار (فیلم)
عروس تزار (روسی: Царская невеста) یک فیلم درام محصول کشور اتحاد جماهیر شوروی در سال ۱۹۶۵ به کارگردانی ولادیمیر گوریکر است.